# Ламберт (граф Шалона)
Ламберт (фр. Lambert de Chalon; ок. 930 — 27 февраля 979) — граф Шалона с 956, второй сын Роберта, виконта Дижона и Отена (ум. 958/960), и Ингельтруды.

## Биография

### Правление
В 956 году умер герцог Бургундии и граф Шалона Жильбер де Вержи. Ещё при жизни он передал все права на герцогство Гуго Великому, который женил на старшей дочери Жильбера, Лиегарде, своего второго сына Оттона, который в итоге унаследовал Бургундию. 
Вторая дочь, Аделаида, вышла замуж за Ламберта. Тот по решению короля Лотаря унаследовал Шалон, хотя на него претендовал также граф Мо Роберт де Вермандуа, женатый на младшей дочери Жильбера Адель-Верре. В итоге Роберту досталось графство Труа.
В 968 году Ламберт был вынужден отражать нападение герцога Аквитании Гильома IV, который попытался захватить Шароле. Но благодаря поддержке Жоффруа I, сеньора Сеймюр-ан-Брионне, Ламберт смог разбить аквитанскую армию в Шалмуа и сохранить южную границу своего графства по Луаре. 
Также Ламберт известен своей поддержкой клюнийского движения. Поскольку аббат Клюни Майель находился с Ламбертом в дружеских отношениях, то в его правление в Шалоне многие монастыри приняли клюнийский устав.
После смерти Ламберта графство унаследовал его сын Гуго I.

### Брак и дети
1-я жена (?): N. Дети:
- (?) Герберга (944—11 декабря 986/991)[2]; муж: Адальберт II Иврейский (932/936—30 апреля 971), король Италии (950—962), граф Аосты

2-я жена: Аделаида, вероятно, дочь Жильбера де Вержи, герцога Бургундии. Вопрос о происхождении Аделаиды до сих пор остаётся спорным. Версия о том, что она была дочерью Жильбера, была призвана объяснить, каким образом Ламберт унаследовал графство Шалон. Однако эта версия не имеет документального подтверждения. Существовала также версия, что Аделаида была одним лицом с Веррой, женой Роберта, графа Мо, но она маловероятна по хронологическим соображениям. Сеттипани предполагал её дочерью Гуго Чёрного, герцога Бургундии. Шом предположил, что она была дочерью или внучкой Карла Константина, графа Вьеннского. Дюшесн предполагал, что она могла быть дочерью Роберта, графа Мо, однако тогда это бы означало, что Жоффруа I Гризегонель, граф Анжу, второй муж Аделлы, был женат на двух сёстрах. Также Дюшесн рассматривал версию, по которой Аделаида была сестрой Гильома I, графа Прованса. Дети:
- Гуго I (ок. 972—1039), граф Шалона с 979
- Матильда (ум. до 1019); муж: Жоффруа I (ум. ок. 1020), сеньор Сеймюр-ан-Брионне
- (?) дочь; муж: Ги I (ум. 1004), граф де Макон[9]